# Moodswinger

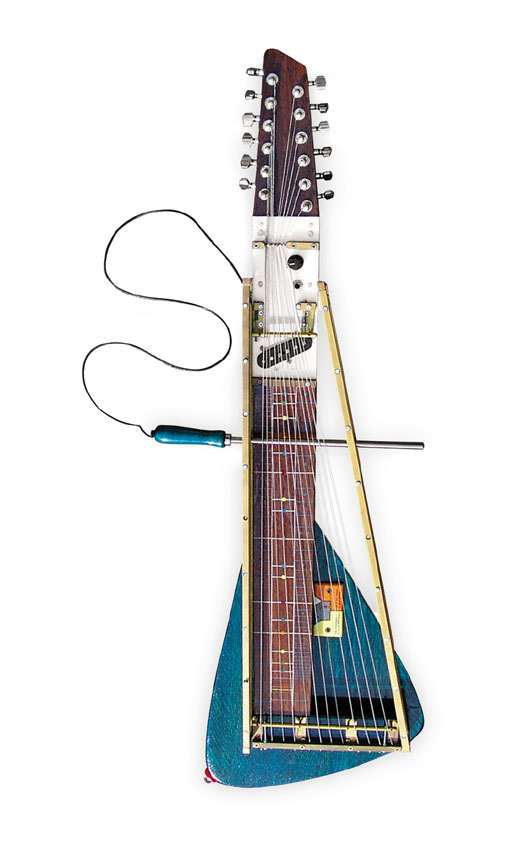
A Moodswinger, um cítara eléctrica, Yuri Landman, 2006

Sobretomes

Moodswinger é um instrumento musical de 12 cordas, cujo som é sempre amplificado eletronicamente construído por Yuri Landman.
A afinação é um círculo de quartas: E-A-D-G-C-F-A#-D#-G#-C#-F#-B.

## Música
- Liars - Leather Prowler, 2007
- Avec-A - Akkemay, 2008